# 10025 Rauer
10025 Rauer eller 1980 FO1 är en asteroid i huvudbältet som upptäcktes den 16 mars 1980 av den svenske astronomen Claes-Ingvar Lagerkvist vid La Silla-observatoriet i Chile. Den är uppkallad efter den tyska astronomen Heike Rauer.
Asteroiden har en diameter på ungefär 8 kilometer och den tillhör asteroidgruppen Koronis.